# Medbådan
Medbådan är en ö i Bottenviken, belägen knappt en kilometer från fastlandet i Robertsfors kommun. 
Stränderna utgörs delvis av klipphällar, delvis av stenig morän. Ön är bevuxen med rönn-, gran- och tallskog. 
Medbådan är ett populärt utflyktsmål i trakten, och känt för det skeppsvrak som ligger utspritt på och i vattnet runt ön. Eftersom vattnet är grunt besöks vrakdelarna ofta av snorkel- och nybörjardykare.